# Championnat de Tunisie masculin de basket-ball 2020-2021
Navigation
Saison précédente Saison suivante
La saison 2020-2021 du championnat de Tunisie masculin de basket-ball est la 66e édition de la compétition.

## Formule de la compétition
Douze équipes sont divisées en deux groupes de six équipes qui s'affrontent pendant dix journées (cinq pendant la phase aller et cinq pendant la phase retour) ; les leaders des deux groupes sont automatiquement qualifiés pour les play-off, tandis que les équipes classées de la deuxième à la cinquième place jouent des barrages pour atteindre ce tour. Quant au dernier (classé sixième), il joue les play-out pour assurer son maintien.
La deuxième phase est constituée par les play-off et les play-out : les play-off se jouent lors d'une seule et unique poule de six équipes, les quatre premiers atteignant les super play-off. La dernière phase est constituée par les super play-off qui comprend les demi-finales et la finale et se jouent en aller et retour, l'objectif étant de remporter aux moins deux matchs ; le vainqueur de la finale remporte le championnat.

## Clubs participants
| Club                            | Classement 2019-2020 | Entraîneur         | Stade                          | Capacité théorique | Ville        |
| ------------------------------- | -------------------- | ------------------ | ------------------------------ | ------------------ | ------------ |
| Union sportive monastirienne    | 1er                  | Safouane Ferjani   | Salle omnisports Mohamed-Mzali | 4 070              | Monastir     |
| Étoile sportive de Radès        | 2e                   | Zouhaier Ayachi    | Salle Taoufik-Bouhima          | 3 000              | Radès        |
| Jeunesse sportive kairouanaise  | 3e                   | Marouan Kechrid    | Salle omnisports de Kairouan   | 3 000              | Kairouan     |
| Dalia sportive de Grombalia     | 4e                   | Outail Aouij       | Salle omnisports de Grombalia  | 1 400              | Grombalia    |
| Club africain                   | 5e                   | Slobodan Subotić   | Salle Chérif-Bellamine         | 2 100              | Tunis        |
| Étoile sportive du Sahel        | 6e                   | Amine Rzig         | Salle olympique de Sousse      | 3 200              | Sousse       |
| Stade nabeulien                 | 7e                   | Racem Marzouki     | Salle Bir Challouf             | 5 000              | Nabeul       |
| ES Goulettoise                  | 8e                   |                    | Salle Béji-Caïd-Essebsi        | 1 800              | La Goulette  |
| Jeunesse sportive d'El Menzah   | 9e                   |                    | Palais des sports d'El Menzah  | 4 500              | El Menzah    |
| Association sportive d'Hammamet | 10e                  |                    | Salle d'Hammamet               | 2 500              | Hammamet     |
| Ezzahra Sports                  | Nationale B          | Patrick Saba       | Ezzahra Arena                  | 2 500              | Ezzahra      |
| Union sportive El Ansar         | Nationale B          | Riadh Ben Abdallah | Salle de Dar Chaâbane          | 1 000              | Dar Chaâbane |

- BAL 2021
- Promu de la Nationale B

## Compétition[2]

### Première phase
| Légende :                                                            |
| - Qualification pour les play-offs - Qualification pour les play-out |
| T : Tenant du titre                                                  |
| F : Finaliste du championnat 2019-2020                               |
| P : Promu de la Nationale B 2019-2020                                |
| C : Vainqueur de la coupe de Tunisie 2019-2020                       |
| 0                                                                    |

 Source : Fédération tunisienne de basket-ball.

#### Groupe A
| Rang | Équipe          | %  | J  | G | P | Pp  | Pc  | Diff |
| ---- | --------------- | -- | -- | - | - | --- | --- | ---- |
| 1    | US Monastir T C | 90 | 10 | 9 | 1 | 389 | 289 | 100  |
| 2    | Club africain   | 80 | 10 | 8 | 2 | 302 | 248 | 54   |
| 3    | JS Kairouan     | 57 | 7  | 4 | 3 | 294 | 276 | 18   |
| 4    | US El Ansar P   | 44 | 9  | 4 | 5 | 314 | 348 | -34  |
| 5    | AS Hammamet     | 22 | 9  | 2 | 7 | 336 | 389 | -53  |
| 6    | ES Goulettoise  | 10 | 10 | 1 | 9 | 304 | 391 | -87  |

| Résultats (dom.\ext.)                                              | USMO    | CA      | USA     | JSK     | ASH      | EOG     |
| USMO                                                               |         | 85 - 68 | 90 - 67 | -       | 100 - 68 | 74 - 48 |
| CA                                                                 | 64 - 55 |         | 81 - 61 | 65 - 77 | 78 - 63  | 76 - 45 |
| USA                                                                | 41 - 72 | 69 - 71 |         | 61 - 67 | -        | 79 - 58 |
| JSK                                                                | 70 - 74 | 70 - 83 | 73 - 81 |         | 81 - 61  | -       |
| ASH                                                                | 62 - 84 | 57 - 77 | -       | -       |          | 91 - 72 |
| ESG                                                                | 58 - 92 | 67 - 70 | 59 - 74 | 60 - 76 | 55 - 75  |         |
| - Victoire à domicile - Victoire à l'extérieur - Match non disputé |         |         |         |         |          |         |

#### Groupe B
| Rang | Équipe           | %  | J  | G | P  | Pp  | Pc  | Diff |
| ---- | ---------------- | -- | -- | - | -- | --- | --- | ---- |
| 1    | Ezzahra Sports P | 80 | 10 | 8 | 2  | 697 | 614 | 83   |
| 2    | Stade nabeulien  | 70 | 10 | 7 | 3  | 718 | 688 | 30   |
| 3    | DS Grombalia     | 60 | 10 | 6 | 4  | 667 | 637 | 30   |
| 4    | JS Menzah        | 60 | 10 | 6 | 4  | 660 | 660 | 0    |
| 5    | ES Radès F       | 30 | 10 | 3 | 7  | 686 | 709 | -23  |
| 6    | ES Sahel         | 0  | 10 | 0 | 10 | 598 | 718 | -120 |

| Résultats (dom.\ext.)                                              | EZS     | SN      | JSM     | DSG     | ESR     | ESS     |
| EZS                                                                |         | 81 - 68 | 63 - 61 | 63 - 47 | 69 - 61 | 83 - 61 |
| SN                                                                 | 71 - 70 |         | 72 - 60 | 53 - 52 | 78 - 67 | 78 - 61 |
| JSM                                                                | 51 - 63 | 69 - 62 |         | 64 - 61 | 68 - 60 | 79 - 66 |
| DSG                                                                | 84 - 70 | 92 - 75 | 81 - 65 |         | 65 - 61 | 57 - 48 |
| ESR                                                                | 59 - 71 | 77 - 81 | 66 - 72 | 86 - 73 |         | 74 - 69 |
| ESS                                                                | 53 - 64 | 59 - 80 | 66 - 77 | 52 - 55 | 63 - 77 |         |
| - Victoire à domicile - Victoire à l'extérieur - Match non disputé |         |         |         |         |         |         |